# Старі фотографії
«Старі фотографії» — пісня Андрія Кузьменка (2005).

## Історія
Пісня написала Андрієм Кузьменком 2005 року. Вона увійшла до альбому «Танго» гурту «Скрябін».
|                     | Старі фотографії» — там навіть є анотація на альбомі «Танго» — присвячується моїм друзям, які в добру чи злу хвилину завжди є біля мене. І не раз, і не сотні разів я в цьому пересвідчувався. Дякую їм велике. І схиляю голову. |
| — Андрій Кузьменко, | |

2021 року пісню переспівав Monatik. Записаний кавер увійшов до саундтреку фільму «Я, „Побєда“ і Берлін». Того ж року пісня потрапила в проєкт «ТОП-100 золотих хітів Незалежної України» від Главкому.